# Callosamia promethea
Callosamia promethea ist ein in Nordamerika vorkommender Schmetterling (Nachtfalter) aus der Familie der Pfauenspinner (Saturniidae). Der Grund für die Wahl des Artepithetons ist nicht zweifelsfrei geklärt. Eine Deutung ist jedoch, dass es auf Prometheus, einer Gestalt aus der griechischen Mythologie, zurückgeht, der u. a. als Sinnbild für die Freiheit und Unabhängigkeit des einzelnen Individuums gilt. Die Verbindung zum hier betrachteten Pfauenspinner besteht darin, dass dessen Kokon in einem eingerollten Blatt stets frei an einem Zweig hängt.

## Beschreibung

### Falter
Die Falter erreichen eine Flügelspannweite von 75 bis 95 Millimetern. Zwischen den Geschlechtern besteht ein deutlicher Sexualdimorphismus. Bei den Männchen ist die Grundfarbe der Oberseiten schwarz. Die Submarginalregion ist gelblich bis ockerfarben und von einer schwarzen Wellenlinie durchzogen. Diskalflecke fehlen. Unterhalb des rotbraunen Apex befindet sich ein dunkler Augenfleck. Die Weibchen sind überwiegend rotbraun bis gelbbraun gefärbt. In der dunkelbraunen Diskalregion befindet sich auf sämtlichen Flügeloberseiten je ein gewinkelter, gelblicher Diskalfleck. Am Apex der Vorderflügel ist außerdem ein kreisrunder dunkler Augenfleck erkennbar. Die Unterseiten sämtlicher Flügel zeigen in leicht abgeschwächter Form ähnliche Zeichnungselemente wie die Oberseiten. Die Männchen haben sehr große und stark gekämmte Fühler. Damit nehmen sie die von den Weibchen emittierten Pheromone auf.

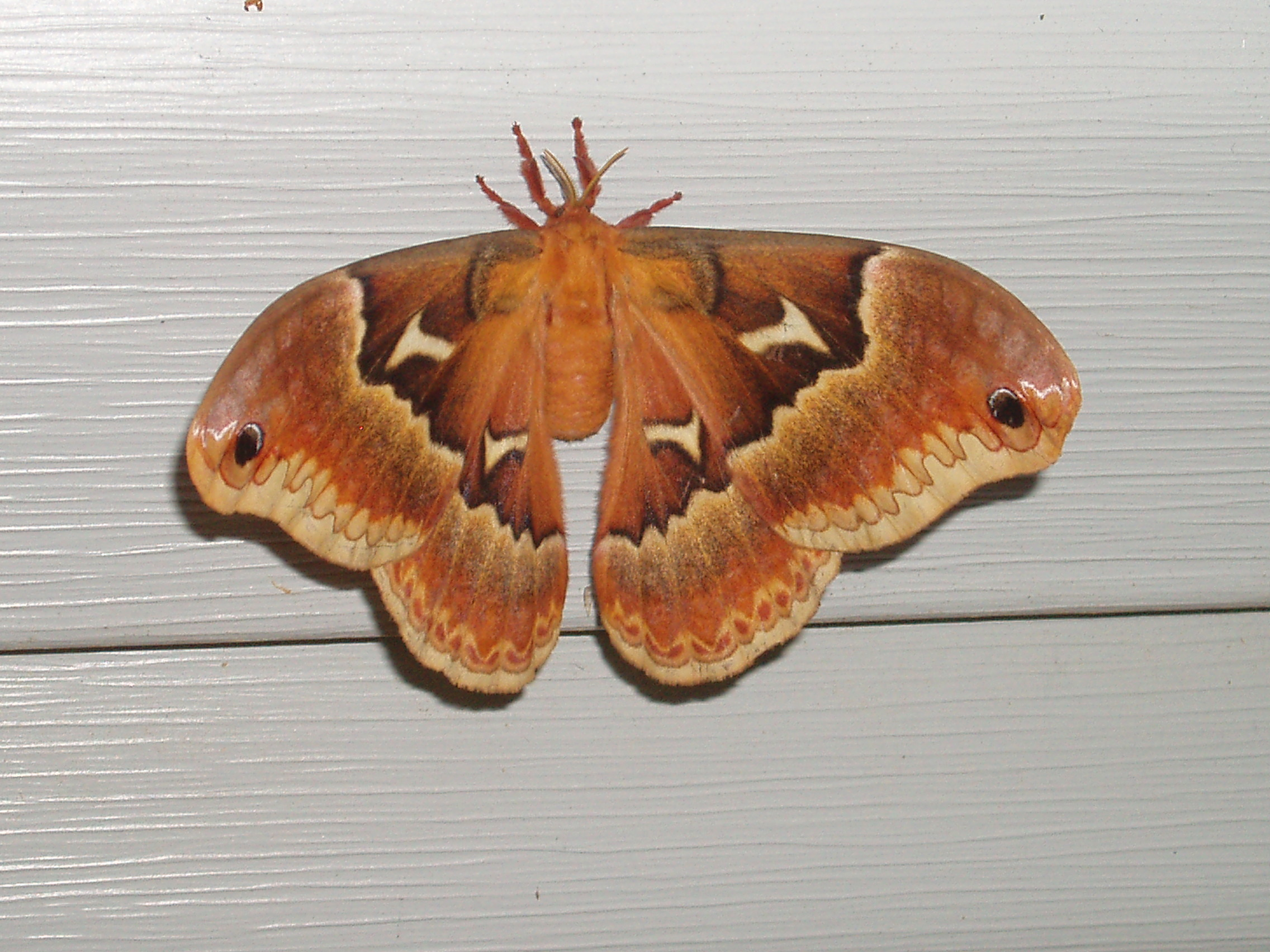
Weibchen
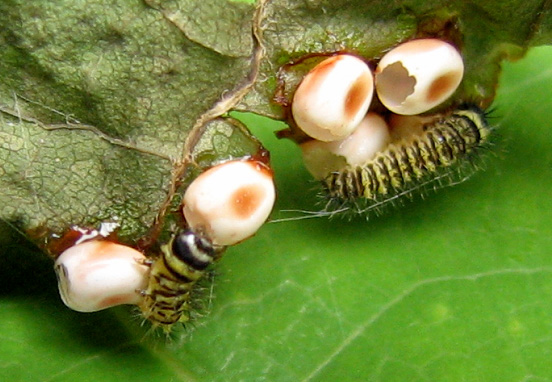
Eier plus 1. Raupenstadium
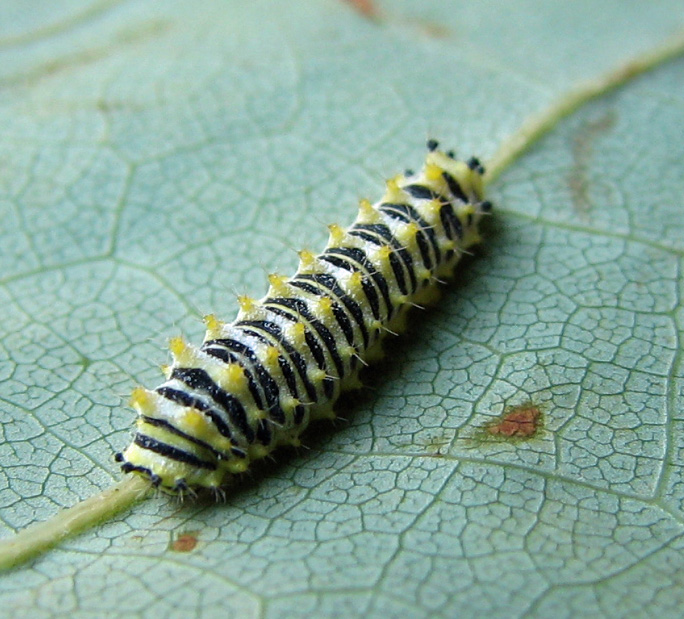
Raupe, 3. Stadium
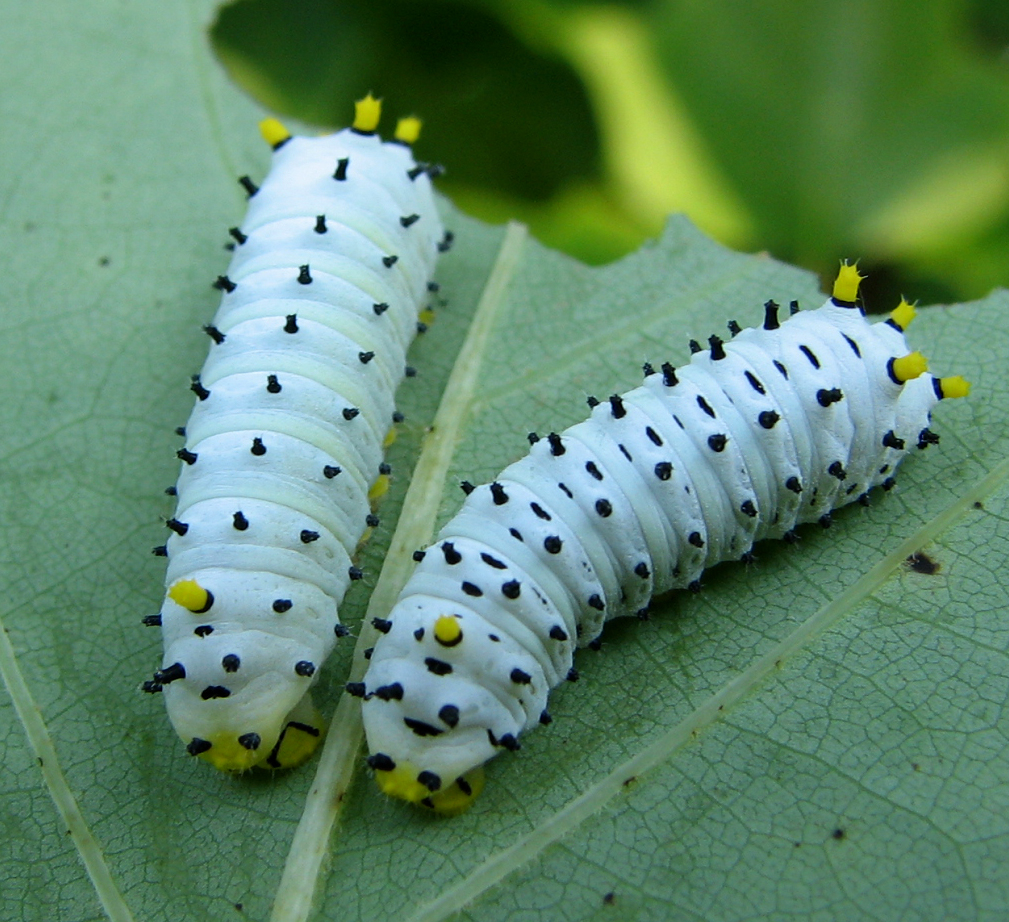
Raupe, 4. Stadium
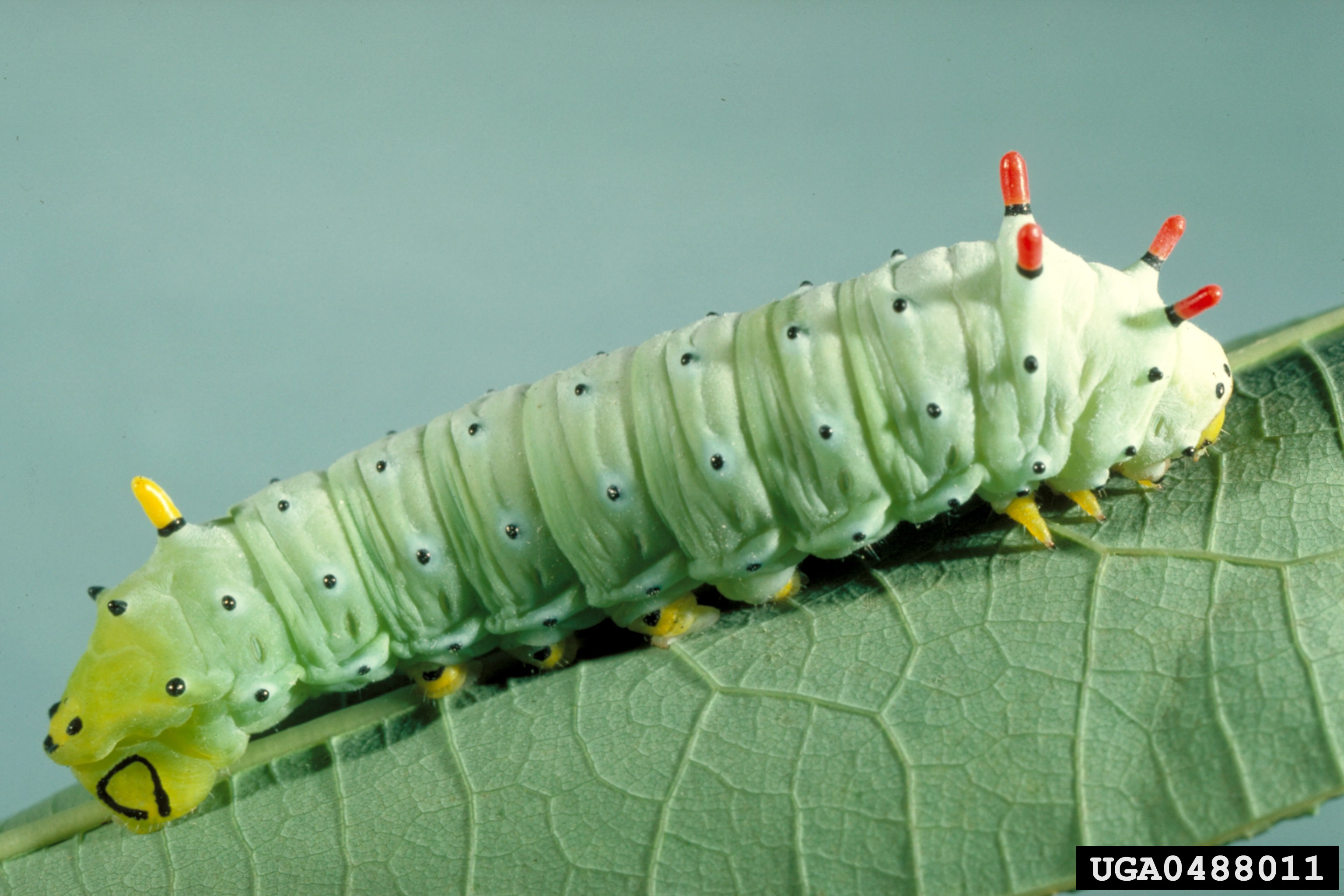
Ausgewachsene Raupe

### Raupe
Junge Raupen sind schwarz und weißgelb geringelt sowie mit kurzen schwarzen Haaren versehen. Ausgewachsene Raupen haben eine grüne Grundfarbe und zeigen auf jedem Körpersegment schwarze Punktwarzen. Am 2. und 3. Segment heben sich je zwei rote, am vorletzten Segment eine gelbe Ausstülpung (Scolus) ab.

### Ähnliche Arten
Die Männchen von Callosamia angulifera sind dunkel rotbraun gefärbt und besitzen Diskalflecke. Bei den Weibchen überwiegen helle rotbraune und gelbgraue Tönungen. Auf der Hinterflügelunterseite ist die äußere Querlinie rosa angelegt. Die Falter von Eupackardia calleta unterscheiden sich durch eine breite helle Postmedialbinde sowie die oftmals vorhandenen Diskalflecke, die in einer Dreiecksform ausgebildet sind.

## Verbreitung und Vorkommen
Callosamia promethea kommt in den südöstlichen kanadischen Provinzen sowie in den östlichen US-Bundesstaaten bis nach Texas verbreitet vor. Die Art besiedelt bevorzugt Laubwälder.

## Lebensweise
Die Falter fliegen aufgrund der klimatischen Verhältnisse in den nördlichen Verbreitungsregionen in einer Generation von Mai bis Juli. Die weiter südlich lebenden Populationen bilden zwei Generationen und fliegen von März bis Mai sowie im August. Sie nehmen keine Nahrung zu sich. In der Nacht besuchen ausschließlich die Weibchen künstliche Lichtquellen. Sie legen die Eier in kleinen Gruppen auf den Blättern der Nahrungspflanze ab. Frisch geschlüpfte Raupen leben zunächst gesellig, ältere leben einzeln. Die Raupen ernähren sich von den Blättern vieler verschiedener Laubbaum-Arten, dazu zählen: Wohlriechender Fieberstrauch (Lindera benzoin), Sassafrasbaum (Sassafras albidum), Tulpenbaum (Liriodendron tulipifera), Sumpf-Magnolie (Magnolia virginiana), Weiß-Esche (Fraxinus americana) und Gemeiner Flieder  (Syringa vulgaris). Zur Verpuppung verstärkt die Raupe einen Blattstiel mit Seide und spinnt dann ihren Kokon in das gewundene Blatt. Der Kokon hängt während des Winters frei an einem Zweig der Wirtspflanze. Die Puppe wird vielfach von Schlupfwespenarten (Ichneumonidae) befallen, im Besonderen von Gambrus nuncius und Enicospilus americanus. Eine Studie aus Maine zeigt, dass dort 59 % der Sterblichkeitsrate auf diese Parasiten zurückzuführen ist.